# Neil Brady
Neil Patrick Brady (* 12. April 1968 in Montreal, Québec) ist ein ehemaliger kanadischer Eishockeyspieler und -trainer, der im Verlauf seiner aktiven Karriere zwischen 1985 und 2001 unter anderem 89 Spiele für die New Jersey Devils, Ottawa Senators und Dallas Stars in der National Hockey League (NHL) auf der Position des Centers bestritten hat. Brady, der den Großteil seiner Karriere allerdings in der American Hockey League (AHL) und International Hockey League (IHL) verbrachte, wurde im NHL Entry Draft 1986 bereits an der dritten Gesamtposition von den New Jersey Devils ausgewählt.

## Karriere
Brady verbrachte zwischen 1985 und 1988 eine überaus erfolgreiche Juniorenzeit bei den Medicine Hat Tigers in der Western Hockey League (WHL). Bereits in seinem Rookiejahr erreichte der Mittelstürmer 81 Scorerpunkte in der regulären Saison, was ihm schließlich die Stewart „Butch“ Paul Memorial Trophy als bester Neuling des Jahres der WHL Eastern Conference bescherte. Zudem wurde der 18-Jährige im NHL Entry Draft 1986 bereits an der dritten Gesamtposition von den New Jersey Devils aus der National Hockey League (NHL) ausgewählt. Brady verbrachte jedoch noch zwei weitere Spielzeiten in der WHL und gewann in beiden Jahren jeweils das Double bestehend aus dem President’s Cup der WHL und dem prestigeträchtigen Memorial Cup der gesamten Canadian Hockey League (CHL).
Zur Saison 1988/89 wechselte der Kanadier schließlich in die Organisation der New Jersey Devils, verbrachte die gesamte Saison aber bei deren Farmteam, den Utica Devils, in der American Hockey League (AHL). Erst im Verlauf des folgenden Spieljahres debütierte das Talent in der NHL, kam dort zu 19 Einsätzen für die Devils sowie 39 weiteren in der AHL. In der Spielzeiten 1990/91 und 1991/92 beschränkten sich seine NHL-Einsatzzeiten nur noch auf eine deutlich einstellige Anzahl von Spielen. Lediglich in der AHL-Saison 1990/91 wusste er in Utica mit 96 Scorerpunkten zu überzeugen.
Folglich waren die Devils nach dem vierten Profijahr ihrer hohen Draftwahl unzufrieden und transferierten ihn im September 1992 zu den neu in die Liga aufgenommenen Ottawa Senators. Dort zeichnete Brady für das erste Tor der Franchise-Geschichte verantwortlich und gehörte über weite Teile der Saison 1992/93 zum NHL-Stammpersonal des Teams. Dennoch wechselte er im Sommer 1993 als Free Agent in die Organisation der Dallas Stars. Für die Stars selbst absolvierte er jedoch nur insgesamt fünf Spiele. Stattdessen verbrachte er die folgenden vier Jahre in deren Farmteam, den Kalamazoo Wings, in der International Hockey League (IHL). Zur Spielzeit 1995/96 benannte sich das Team in Michigan K-Wings um.
Auch in der kehrte Brady nicht mehr in die NHL zurück, sondern verblieb in der IHL. Dort lief er zwischen 1997 und 2001 noch für die Houston Aeros, Manitoba Moose, Utah Grizzlies und Chicago Wolves auf, ehe er seine Karriere im Alter von 33 Jahren für beendet erklärte. In der Saison 2002/03 versuchte sich Brady für eine Spielzeit als Assistenztrainer bei den Prince Albert Raiders aus der WHL.

## Erfolge und Auszeichnungen
| - 1986 Stewart „Butch“ Paul Memorial Trophy (WHL East; gemeinsam mit Ron Shudra und Dave Waldie) - 1987 President’s-Cup-Gewinn mit den Medicine Hat Tigers - 1987 Memorial-Cup-Gewinn mit den Medicine Hat Tigers | - 1988 President’s-Cup-Gewinn mit den Medicine Hat Tigers - 1988 Memorial-Cup-Gewinn mit den Medicine Hat Tigers |

## Karrierestatistik
(Legende zur Spielerstatistik: Sp oder GP = absolvierte Spiele; T oder G = erzielte Tore; V oder A = erzielte Assists; Pkt oder Pts = erzielte Scorerpunkte; SM oder PIM = erhaltene Strafminuten; +/− = Plus/Minus-Bilanz; PP = erzielte Überzahltore; SH = erzielte Unterzahltore; GW = erzielte Siegtore; 1 Play-downs/Relegation; Kursiv: Statistik nicht vollständig)